# The Enchanted Island
L’Île enchantée
Personnages
- Prospero (Contreténor)
- Sycorax (Mezzo-soprano)
- Ariel (Soprano)
- Caliban (Baryton-basse)
- Miranda (Soprano)
- Neptune (Ténor)
- Ferdinand (Contreténor)
- Helena (Soprano)
- Hermia (Mezzo-soprano)
- Demetrius (Ténor)
- Lysandre (Baryton)

Airs
- Ah, if you would earn your freedom (Prospero)
- I can conjure you fire (Ariel)
- Maybe soon, maybe now (Sycorax)
- Wonderful, wonderful (Miranda, Demetrius)
- Mother, my blood is freezing (Caliban)
- All I’ve done is try to help you (Prospero)
- Neptune the Great (Chœur)
- Chaos, confusion (Prospero)
- My strength is coming back to me (Sycorax)
- Hearts that love can all be broken (Sycorax)
- Follow hither, thither, follow me (Ariel, Miranda, Helena, Hermia, Demetrius, Lysandre)
- Can you feel the heavens are reeling (Ariel)

The Enchanted Island (L’Île enchantée en français) est une fantaisie baroque, un opéra pasticcio en deux actes avec des airs de Haendel, Vivaldi, Rameau, Leclair, Campra, Purcell, Rebel et Ferrandini, assemblés par William Christie et Jeremy Sams sur un livret en anglais écrit par ce dernier. Cette œuvre a été créée au Metropolitan Opera de New York le 31 décembre 2011.

## Le projet
Ce fut l'idée de Peter Gelb, le directeur général du Metropolitan Opera, de créer un pasticcio, ayant dans la tête l'intention d'élargir le répertoire du Met avec des moyens séduisants, tant pour les artistes que pour les spectateurs. Il a fait appel à William Christie, qui a aussi été le chef d'orchestre de la première, et à Jeremy Sams, pour assembler des airs de Haendel, Vivaldi, Rameau, et autres. Sams, qui a aussi écrit le livret, avait décidé de le faire en anglais, rimé le plus possible, pour que l'opéra soit clair et plus accessible au grand public.
La mise en scène a été prise en charge par Phelim McDermott et Julian Crouch, après le succès de leurs productions de Satyagraha de Glass, et du Gala du 125e anniversaire du Met. Ils ont utilisé un procédé traditionnel pour les décors du fait que ces derniers sont peints à plat sur des toiles. Chacune d'elles comporte, d'un côté, la demeure de Prospero, avec sa bibliothèque et son laboratoire, et de l'autre, celle de Sycorax, avec des racines et des pierres brisées.

## Distribution
| Personnages                                                         | Tessitures    | Création, 31 décembre 2011 (chef d'orchestre : William Christie) |
| ------------------------------------------------------------------- | ------------- | ---------------------------------------------------------------- |
| Prospero                                                            | Contreténor   | David Daniels                                                    |
| Sycorax                                                             | Mezzo-soprano | Joyce DiDonato                                                   |
| Ariel                                                               | Soprano       | Danielle de Niese                                                |
| Caliban                                                             | Baryton-basse | Luca Pisaroni                                                    |
| Miranda                                                             | Soprano       | Lisette Oropesa                                                  |
| Neptune                                                             | Ténor         | Plácido Domingo                                                  |
| Ferdinand                                                           | Contreténor   | Anthony Roth Costanzo                                            |
| Helena                                                              | Soprano       | Layla Claire                                                     |
| Hermia                                                              | Mezzo-soprano | Elizabeth DeShong                                                |
| Demetrius                                                           | Ténor         | Paul Appleby                                                     |
| Lysandre                                                            | Baryton       | Elliot Madore                                                    |
| Quatuor                                                             | Soprano       | Ashley Emerson                                                   |
| Quatuor                                                             | Soprano       | Monica Yunus                                                     |
| Quatuor                                                             | Ténor         | Philippe Castagner                                               |
| Quatuor                                                             | Baryton-basse | Tyler Simpson                                                    |
| Esprits, courtisans, nymphes d'eau (chœur de 40 voix - 28 danseurs) |               |                                                                  |

## Représentations successives

### Au Metropolitan Opera
The Enchanted Island a reçu sa première au Metropolitan Opera le 31 décembre 2011 dans un gala de la veille du jour de l'an. Il y a eu neuf représentations supplémentaires, les 4, 7, 12, 14, 17, 21, 25, 28 et 30 janvier 2012, pour un total de dix. La septième représentation a été filmée et diffusée en direct et en haute définition, dans les cinémas du monde entier, faisant partie de la série Le Metropolitan Opera : en direct et en HD (The Met : Live in HD). Cette représentation est disponible en DVD sous le label Virgin Classics.
Lors de la quatrième représentation, Anthony Roth Costanzo a remplacé David Daniels dans le rôle de Prospero pour le deuxième acte. Jeffrey Mandelbaum a alors fait ses débuts dans le rôle de Ferdinand, remplaçant Costanzo. Prospero et Ferdinand ont été chantés par Costanzo et Mandelbaum pour les cinquième, neuvième et dixième représentations. Pour la troisième représentation, Philippe Castagner a été remplacé par Andrew Stenson dans le rôle du ténor du quatuor.

## Synopsis
L'argument de The Enchanted Island est une adaptation de La Tempête de Shakespeare avec des éléments du Songe d'une nuit d'été du même auteur.
Prospero, duc de Milan en exil, vit sur une île lointaine avec sa fille Miranda, entouré de ses livres, potions et instruments de magie. Mais, après avoir aimé Sycorax, une sorcière qui gouvernait l'île, il la quitta, et la bannit au côté sombre de l'île, volant sa servante Ariel, et asservissant son fils, Caliban.

### Acte I
L'histoire commence quelque 16 ans plus tard, lorsqu'un Prospero vieillissant conçoit un plan définitif pour assurer le bonheur futur de Miranda et mettre fin à son exil. Il devine qu'un navire passe à proximité portant le roi de Naples et le prince Ferdinand, à qui Prospéro a destiné à Miranda. Prospero commande à Ariel de lancer un sort qui va provoquer une tempête et le naufrage de la famille royale sur l'île. En retour, il promet Ariel la liberté.
Caliban, qui a surpris leur conversation, se précipite pour tout dire à Sycorax. Sentant que Prospero est vulnérable, Sycorax dit à Caliban de voler un flacon de sang de dragon de la cellule de Prospero, dont elle se servira pour restaurer son pouvoir affaibli de sorte qu'elle et Caliban pourront reprendre le contrôle de l'île.
Prospero trouve Miranda troublé par des rêves et des émotions inconnues. Pendant ce temps, Caliban vole le flacon, jurant qu'il gouvernera l'île avec Miranda comme reine. Il lui substitue une fiole de sang de lézard sans valeur, qu'utilise à tort Ariel pour le sort de la tempête, avec pour résultat une conséquence catastrophique : deux couples en lune de miel - Hélène et Démétrius, Hermia et Lysandre, sont naufragés et rejetés séparément sur la côte de l'île.
Prospero commande désormais à Ariel de trouver le prince Ferdinand et de lui jeter un sort pour s'assurer que Ferdinand et Miranda vont tomber amoureux immédiatement. Mais le premier homme qu'Ariel voit est Démétrius, pas Ferdinand. Ariel jette le sort sur lui et le conduit à Miranda. Les deux tombent amoureux, à la grande fureur de Prospero.
Pendant ce temps, Lysandre est parvenu à terre, maudissant Neptune pour avoir perdu en mer son Hermia bien-aimée. Ariel, croyant qu'elle a enfin trouvé Ferdinand, jette le sort sur Lysandre pour que ce dernier et Miranda tombent amoureux - à la grande fureur de Démétrius.
De l'autre côté de l'île, arrive une Helena épuisée. Sycorax l'observe et décide qu'elle la donnera à Caliban comme sa reine à la place de Miranda, la fille de son ennemi. Utilisant le flacon volé, Sycorax lance un sort pour rendre Helena amoureuse de Caliban - à sa grande joie - dans l'espoir que le sort est assez fort pour durer.
Ariel, après avoir jeté son sort sur le mauvais homme à deux reprises, se rend compte que le vrai Ferdinand doit encore être quelque part au large. Elle décide de plonger à une grande profondeur et d'appeler l'aide de Neptune. Le dieu de la mer apparaît, furieux que Lysandre l'ait maudit et en colère qu'Ariel ait perturbé sa paix. Ariel supplie Neptune de trouver Ferdinand, et Neptune accepte finalement de parcourir les mers.
Prospero observe le chaos qu'il a créé et désespère de jamais réaliser son rêve.

### Acte II
Hermia se réveille d'un cauchemar, seulement pour réaliser que son rêve n'était que trop vrai : son nouveau mari Lysander a été séparé d'elle dans la tempête. Elle s'enfuit pour le retrouver et découvre qu'il aime Miranda - sans aucun souvenir de sa femme.
Sycorax, quant à elle, exulte de la certitude qu'elle aura bientôt sa revanche sur Prospero et reprendra le contrôle de l'île pour son fils.
Hermia est réunie avec Hélène. Les émotions d'Hélène ont été durement éprouvées par la vue de Démétrius : il est avec Miranda et ne parvient pas à la reconnaître. Hermia et Hélène déplorent l'inconstance des hommes. Hélène prend alors Démétrius, dédaignant Caliban, qui est écrasé de douleur. Caliban se précipite vers Sycorax pour se consoler, mais elle explique que les cœurs amoureux peuvent toujours être brisés.
Caliban, dans sa fureur, vole un livre de magie dans une des cellules de Prospero et évoque un rêve de lui-même comme potentat du monde, en présence de sujets d'amour. Lorsque son fantasme échappe à tout contrôle et que les créatures se retournent contre lui, Prospero intervient et les disperse.
Pendant ce temps, Neptune a trouvé le navire de Ferdinand et l'a envoyé vers l'île. Ferdinand se tourne vers son avenir. Comme Miranda, il a toujours rêvé d'être une personne insaisissable.
Ariel, voulant corriger ses erreurs, conduit les cinq amoureux à travers un labyrinthe de forêt jusqu'à ce qu'ils s'endorment côte à côte. Ariel assure que, grâce à sa magie, quand ils se réveilleront, les cinq vont retomber amoureux de leur compagnon originel. Les cinq font leur chemin vers le rivage pour voir le roi et Ferdinand arriver, accueillis par Prospero. Ferdinand lit le pardon, mettant un terme à l'exil de Prospero. Quand il voit Miranda, il tombe amoureux instantanément, profondément et pour toujours - aucun sort requis.
Sycorax entre et défie Prospero. Quand il la rebuffe, Neptune apparaît, réprimant Prospero pour victimiser les autres alors lui-même a déjà une fois été une victime. Honteux, Prospero demande pardon à Sycorax et lui redonne l'île, à elle et à son fils. Neptune exalte les vertus de la grâce et Sycorax demande à Prospero le pardon. Tous se rejoignent pour célébrer une nouvelle journée de joie, de paix et d'amour.

## Airs
|    | Compositeur | Air                                    | Œuvre                                  | Genre    | Titre                                                                                              | Rôle(s)                                             |
| -- | ----------- | -------------------------------------- | -------------------------------------- | -------- | -------------------------------------------------------------------------------------------------- | --------------------------------------------------- |
| 1  | Haendel     | Ouverture                              | Alcina                                 | Opéra    | Overture                                                                                           | Orchestre                                           |
| 2  | Vivaldi     | Ah, ch’infelice sempre                 | Cessate, omai cessate                  | Cantate  | Ah, if you would earn your freedom/Ah, si vous gagneriez votre liberté                             | Prospero                                            |
| 3  | Haendel     | Un pensiero nemico di pace             | Il trionfo del Tempo e del Disinganno  | Oratorio | I can conjure you fire from the heavens!/Je peux vous en conjure le feu du ciel !                  | Ariel                                               |
| 4  | Haendel     | Morirò, ma vendicata                   | Teseo                                  | Opéra    | Maybe soon, maybe now/Maybe soon, maybe now                                                        | Sycorax                                             |
| 5  | Haendel     | O voi, dell’Erebo                      | La Resurrezione                        | Oratorio | Stolen by treachery/Volé par la traîtrise                                                          | Caliban                                             |
| 6  | Haendel     | Che non si dà                          | Notte placida e cheta                  | Cantate  | I have no words for this feeling/Je n'ai pas de mots pour ce sentiment                             | Miranda                                             |
| 7  | Rameau      | Aimez, aimez d’une ardeur mutuelle     | Les Fêtes d'Hébé                       | Opéra    | Take salt and stones/Prendre le sel et pierres                                                     | Ariel                                               |
| 8  | Haendel     | Endless pleasure, endless love         | Semele                                 | Opéra    | Days of pleasure, nights of love/Jours de plaisir, nuits d'amour                                   | Helena, Hermia, Demetrius, Lysandre                 |
| 9  | Campra      | O Dieux! O justes Dieux!               | Idoménée                               | Opéra    | Ye gods, ye gods above/Vous Dieux, vous Dieux ci-dessus                                            | Chœur                                               |
| 10 | Haendel     | Di rabbia indarno freme                | La Resurrezione                        | Oratorio | I’ve done as you commanded/J'ai fait comme vous l'avez commandé                                    | Ariel, Prospero                                     |
| 11 | Haendel     | Così la tortorella                     | La Resurrezione                        | Oratorio | You would have loved this island/Vous auriez aimé cette île                                        | Demetrius                                           |
| 12 | Haendel     | Prendi, prendi                         | Ariodante                              | Opéra    | Wonderful, wonderful/Merveilleux, merveilleux                                                      | Miranda, Demetrius                                  |
| 13 | Haendel     | Dolce riposo                           | Teseo                                  | Opéra    | Why am I living?/Pourquoi suis-je vivant?                                                          | Helena                                              |
| 14 | Leclair     | Noires divinités                       | Scylla et Glaucus                      | Opéra    | Once at my command/Une fois à ma commande                                                          | Sycorax                                             |
| 15 | Vivaldi     | Gelido in ogni vena                    | Farnace                                | Opéra    | Mother, my blood is freezing/Mère, mon sang gèle                                                   | Caliban                                             |
| 16 | Vivaldi     | Longe mala, umbrae, terrores           | Longe mala, umbrae, terrores           | Motet    | All I’ve done is try to help you/Tout ce que j'ai fait c'est d'essayer de vous aider               | Prospero                                            |
| 17 | Vivaldi     | Dopo un’orrida procella                | Griselda                               | Opéra    | Curse you, Neptune/Vous maudissent, Neptune                                                        | Lysandre                                            |
| 18 | Haendel     | Away, ye tempt me both in vain         | Susanna                                | Oratorio | Away, away! You loathsome wretch, away!/Loin, loin! Vous détestable misérable, loin de la!         | Miranda, Demetrius, Lysandre                        |
| 19 | Purcell     | Arise, ye subterranean winds           | The Tempest ou The Enchanted Island    | Opéra    | Arise! Arise, great Neptune/Levez-vous! Surviennent, le grand Neptune                              | Ariel                                               |
| 20 | Haendel     | Nel riposo e nel contento              | Deidamia                               | Opéra    | If the air should hum with noises/Si l'air doit hum avec des bruits                                | Caliban                                             |
| 21 | Haendel     | Zadok the priest                       | Coronation Anthems                     | Hymne    | Neptune the Great/Neptune le Grand                                                                 | Chœur                                               |
| 22 | Haendel     | Oh, per me lieto                       | Tamerlano                              | Opéra    | Who dares to call me?/Qui ose m'appeler?                                                           | Neptune, Ariel                                      |
| 23 | Rameau      | Qu’a server mon courroux               | Hippolyte et Aricie                    | Opéra    | I’d forgotten that I was the Lord of the ocean!/J'avais oublié que j'étais le Seigneur de l'océan! | Neptune, Chœur                                      |
| 24 | Haendel     | Pena tiranna                           | Amadigi di Gaula                       | Opéra    | Chaos, confusion, madness, delusion/Le Chaos, la confusion, la folie, le délire                    | Prospero                                            |
| 25 | Haendel     | Where shall I fly?                     | Hercules                               | Oratorio | My God, what’s this?/Mon Dieu, qu'est ce que c'est?                                                | Hermia                                              |
| 26 | Vivaldi     | Se lento ancora il fulmine             | Argippo                                | Opéra    | My strength is coming back to me/Ma force, c'est de revenir à moi                                  | Sycorax                                             |
| 27 | Haendel     | Hanno penetrato i detti tuoi l’inferno | Amadigi di Gaula                       | Opéra    | A voice, a face, a figure half-remembered/Une voix, un visage, une figure à demi oublié            | Helena                                              |
| 28 | Haendel     | O Jove, what land is this? – I rage    | Hercules                               | Oratorio | His name, she spoke his name/Son nom, elle a parlé en son nom                                      | Caliban                                             |
| 29 | Haendel     | O dei!                                 | Atalanta                               | Opéra    | Men are fickle/Les hommes sont inconstants                                                         | Helena, Hermia                                      |
| 30 | Ferrandini  | Sventurati i miei sospiri              | Il pianto di Maria                     | Cantate  | Hearts that love can all be broken/Les cœurs que l'amour peut tous être cassé                      | Sycorax                                             |
| 31 | Vivaldi     | Verrò, crudel spietato                 | Bajazet                                | Opéra    | No, I’ll have no consolation/Non, je n'aurai aucune consolation                                    | Caliban                                             |
| 32 | Rameau      | Tendre amour                           | Les Indes galantes                     | Opéra    | Caliban goes into his dream Wealth and love can be thine/La richesse et l'amour peuvent être à toi | Quatuor, Danseurs                                   |
| 33 | Rameau      | Tambourin en rondeau                   | Les Fêtes d'Hébé                       | Opéra    | Parade                                                                                             | Danseurs                                            |
| 34 | Rameau      | Musette                                | Les Fêtes d'Hébé                       | Opéra    | The Women and the Unicorn                                                                          | Danseurs                                            |
| 35 | Rebel       | Tambourins I & II                      | Les Éléments                           | Opéra    | The Animals                                                                                        | Danseurs                                            |
| 36 | Rameau      | Tonnerre                               | Hippolyte et Aricie                    | Opéra    | The Freaks – Chaos                                                                                 | Danseurs                                            |
| 37 | Haendel     | Sussurrate, onde vezzose               | Amadigi di Gaula                       | Opéra    | Gliding onwards/Glissant vers l'avant                                                              | Ferdinand                                           |
| 38 | Haendel     | Voglio tempo                           | Il trionfo del Tempo e del Disinganno  | Oratorio | Follow hither, thither, follow me/Suivez ici, là, suivez-moi                                       | Ariel, Miranda, Helena, Hermia, Demetrius, Lysandre |
| 39 | Vivaldi     | Sonno, se pur sei sonno                | Tito Manlio                            | Opéra    | Sleep now/Dormir maintenant                                                                        | Ariel                                               |
| 40 | Vivaldi     | Anima mia, mio ben                     | La verità in cimento                   | Opéra    | Darling, it’s you at last/Chéri, c'est toi enfin                                                   | Hermia, Lysandre, Demetrius, Helena                 |
| 41 | Haendel     | Impartial Heav’n!                      | Susanna                                | Oratorio | The wat’ry God has heard the island’s pleas/Le dieu aquatique a entendu les plaidoyers de l'île    | Chœur                                               |
| 42 | Haendel     | Ma se l’alma sempre geme               | Tanti strali al sen mi scocchi         | Cantate  | I have dreamed you/J'ai rêvé de vous                                                               | Ferdinand, Miranda                                  |
| 43 | Rameau      | Castor revoit le jour                  | Castor et Pollux                       | Opéra    | You have stolen the land/Vous avez volé la terre                                                   | Neptune                                             |
| 44 | Haendel     | Ch’io parta?                           | Partenope                              | Opéra    | Forgive me, please forgive me/Pardonnez-moi, pardonnez-moi s'il vous plaît                         | Prospero                                            |
| 45 | Haendel     | Join with thee                         | L'Allegro, il Penseroso ed il Moderato | Ode      | We gods who watch the ways of man/Nous les dieux, qui montre les voies de l'homme                  | Neptune, Sycorax, Chœur                             |
| 46 | Vivaldi     | Agitata da due venti                   | Griselda                               | Opéra    | Can you feel the heavens are reeling/Pouvez-vous sentir que les cieux retournent                   | Ariel                                               |
| 47 | Haendel     | Hallelujah                             | Judas Maccabaeus                       | Oratorio | Now a bright new day is dawning/Maintenant, une nouvelle journée lumineuse commence à paraître     | Ensemble                                            |

## Discographie
- 2012 : David Daniels, Joyce DiDonato, Danielle De Niese, Luca Pisaroni, Plácido Domingo, dir. William Christie; Metropolitan Opera, Virgin Classics